# Project Snowblind
Project: Snowblind est un jeu vidéo développé par Crystal Dynamics et édité par Eidos Interactive. Il s’agit d’un jeu de tir à la première personne, sorti sur PlayStation 2, Xbox et  Windows en mars 2005.